# Алтарь Барди
Алтарь Барди — это работа итальянского художника Сандро Боттичелли, написанная около 1485 года.

## История
В 1485 году по заказу Джованни Аньоло ди Барди Боттичелли написал алтарный образ для капеллы семьи Барди в церкви Санто Спирито: о заказчике напоминают изображённые на картине два святых Иоанна (Иоанн по-итальянски звучит как Джованни). В XV веке, картина была оправлена в раму работы Джулиано да Сангало, в капелле имелись «алтарная завеса», витраж и «палиотто» из дерева (передняя часть алтаря). В настоящее время там остался только палиотто с резным изображением Иоанна Крестителя, сама картина, находящаяся ныне в Берлине, в 1629 году была заменена произведением художника XVII века Якопо Виньяли, сохранившимся в капелле по сей день. Рама же, завеса и витраж пропали.

## Сюжет
«Священное собеседование» (sacra conversazione) Боттичелли окружено атмосферой своеобразного hortus conclusus (замкнутого сада), причём пышная растительность образует нечто вроде архитектурных ниш, в каждой из которых располагается один из персонажей; таким образом картина в целом получается чем-то наподобие триптиха.

## Символизация
Выбор растений и цветов неслучаен: олива, кипарис и кедр (отождествляемый с лимоном) — это деревья, из которых был сделан крест Спасителя, тогда как розы, лилии, платан, пальма, мирт, земляника, фиалки символизируют добродетели Пресвятой девы — смирение, милосердие, непорочность, чистоту. Некоторые из надписей (взятых из латинской версии «Екклезиаста» и «Песни Песней») просматривающихся на введённых в картину лент (на посохе Иоанна Крестителя), перечисляют добродетели Девы Марии:
Как цветок розы Иерихона, как прекрасная олива, как лилия среди терний, я росла,

как ливанский кедр, я росла, как пальма Кадеша…
В атмосфере картины подчёркнуто напряжение провидческого ожидания, основная тема композиции — коронование Марии, её роль непорочной посредницы в деле спасения человечества; Большая дароносница у подножия трона и прислонённое к ней распятие символизируют искупительную жертву.